# Прапор Благовіщенського району
Пра́пор Благовіщенського райо́ну — офіційний символ Благовіщенського району Кіровоградської області, затверджений 15 вересня 2000 року рішенням № 244 сесії Ульяновської районної ради. Автори — В. Є. Кривенко та К. В. Шляховий.

## Опис
Прапор являє собою прямокутне полотнище зі співвідношенням сторін 2:3, що складається з вертикальних смуг — червоної, жовтої, синьої, жовтої та червоної. Співвідношення ширини смуг — 8:3:2:3:8.

## Символіка
Кольори прапора несуть наступне символічне навантаження:
- червоний — хоробрість, мужність, енергійність;
- жовтий (золотий) — справедливість, багатство, великодушність;
- синій — лагідність, вірність, духовність.